# رحمت أباد (دشتياري)
رحمت أباد (بالفارسية: رحمت‌آباد) هي قرية تقع في قسم باهوكلات الريفي (مقاطعة تشابهار) في إيران. يقدر عدد سكانها بـ 452 نسمة بحسب إحصاء 2016.